# 下領家村
下領家村（しもりょうけむら）は、広島県甲奴郡にあった村。現在の庄原市の一部にあたる。

## 地理
田総川流域に位置していた。

## 歴史
- 1889年（明治22年）4月1日、町村制の施行により、甲奴郡下領家村が単独で村制施行し、下領家村が発足[1][2]。稲草村、下領家村、木屋村の町村組合を結成し役場を稲草村に設置[1]。
- 1912年（明治45年）1月1日、甲奴郡稲草村、木屋村と合併し、田総村を新設して廃止された[1][2]。

### 地名の由来
中世田総荘の領家方に属したことによる。田総川上流の中領家、上領家に対応。

## 産業
- 農業[1]